# Kapai
Kapai is een gemeente in de Filipijnse provincie Lanao del Sur in het noorden van het eiland Mindanao. Bij de laatste census in 2007 had de gemeente bijna 19 duizend inwoners.

## Geografie

### Bestuurlijke indeling
Kapai is onderverdeeld in de volgende 20 barangays:
| - Babayog - Cormatan - Dilabayan - Dilimbayan - Dimagaling - Dimunda - Doronan - Gadongan - Kasayanan - Kasayanan West | - Kibolos - Kining - Lidasan - Macadar - Malna Proper - Pagalongan - Pantaon - Parao - Pindolonan - Poblacion |

## Demografie
Kapai had bij de census van 2007 een inwoneraantal van 18.916 mensen. Dit zijn 2.352 mensen (14,2%) meer dan bij de vorige census van 2000. De gemiddelde jaarlijkse groei komt daarmee uit op 1,85%, hetgeen lager is dan het landelijk jaarlijks gemiddelde over deze periode (2,04%). Vergeleken met de census van 1995 is het aantal mensen met 5.606 (42,1%) toegenomen.

De bevolkingsdichtheid van Kapai was ten tijde van de laatste census, met 18.916 inwoners op 398,5 km², 47,5 mensen per km².